# دوروثي ميتليتزكي
دوروثي ميتليتزكي (27 تموز 1914 - 14 نيسان 2001) كانت مؤلفة أمريكية من أصل روسي وأستاذة للغة الإنجليزية في جامعة كاليفورنيا في بيركلي، وفي جامعة ييل طوال معظم حياتها المهنية. كانت متخصصة في الأدب والتاريخ الإنجليزي في العصور الوسطى، والأدب واللغة العربية، وأعمال المؤلف هيرمان ملفيل.
علاوة على ذلك كانت صهيونية ولعبت دورا هاما في تأسيس دولة إسرائيل الحديثة.

## الحياة المهنية
وُلِدَت ميتليتزكي في 27 تموز 1914 في روسيا.  حصلت على درجة البكالوريوس ودرجتي الماجستير من جامعة لندن، واحدة في اللغة الإنجليزية في العصور الوسطى والأخرى في اللغة العربية الكلاسيكية. بعد أن ساعدت في تأسيس قسم اللغة الإنجليزية في الجامعة العبرية في القدس، انتقلت إلى الولايات المتحدة لحضور جامعة ييل، وتخرجت بدرجة الدكتوراه في عام 1954.
ثم تولت منصب محاضرة في قسم اللغة الإنجليزية بجامعة كاليفورنيا في بيركلي، وفي وقت لاحق، في عام 1964، كأستاذة مشاركة، وهي ثاني امرأة في القسم تحصل على منصب دائم على الإطلاق. تبع ذلك، في عام 1966، التدريس لمدة 36 عامًا في جامعة ييل، وأصبحت أيضًا ثاني امرأة على الإطلاق تتولى منصبًا دائمًا في قسم اللغة الإنجليزية في تلك الجامعة أيضًا.
نشرت العديد من الكتب الأكاديمية التي تتناول اهتماماتها بما في ذلك: الأصل السماوي لإلفيتا وألغارسيف في "حكاية الإقطاع" لتشوسر، و "أوريندا" لميلفيل، ومسألة العرب في إنجلترا في العصور الوسطى.

## الحياة الشخصية
ولدت دوروثي ميتليتزكي في عام 1914 في مدينة كونيجسبيرج (شرق بروسيا) ولكنها سرعان ما انتقلت إلى يكاترينبورغ في روسيا، حيث عمل والدها كمصرفي دولي والذي لا يزال ينتظر سداد ديونه من ملك الدنمارك. سُجن والدها أثناء الثورة الروسية، ونقلت والدتها بقية العائلة إلى ليتوانيا، حيث عاد والدها إليهم بعد إقامته في السجن.
بعد مغادرته ليتوانيا إلى لندن في أعقاب الثورات والنازية، أصبحت ميتليتزكي صهيونية نشطة في إنجلترا، حيث عمل مع زملائها الصهاينة أوبري إيبان، وجولدا مائير، وموشيه شاريت على تطوير دولة إسرائيل. انتقلت إلى القدس بعد الحرب العالمية الثانية وقضت هناك 15 عامًا لتأسيس قسم اللغة الإنجليزية في الجامعة العبرية.
وفي عام 1943 تزوجت من المستعرب بول كراوس الذي جاء مع ابنته الرضيعة من القاهرة بعد وفاة زوجته عند ولادتها. عاد كراوس إلى جامعة القاهرة بمفرده، حيث كانت دوروثي مريضة في مستشفى بالقدس. وفي غضون بضعة أشهر، تم العثور على كراوس ميتًا، ويُزعم أنه انتحر. تزوجت مرة أخرى من عالم المصريات اليهودي برنهارد جريدزلوف في عام 1945، ورزق الزوجان بابنة اسمها روث. في عام 1947 أصيب جريدزلوف بالسرطان، وتم نقله إلى المستشفى في القاهرة، قبل أن تتمكن العائلة من المغادرة إلى فلسطين، نحو إنشاء دولة إسرائيل. أمضت دوروثي السنوات التالية في السفر بين إسرائيل ومصر ـ الدولتين المعاديتين آنذاك ـ ورعت زوجها حتى وفاته في أحد مستشفيات القاهرة عام 1950.
وفي عام 1953، انتقلت إلى كونيتيكت مع ابنتها الوحيدة، وعملت في جامعة ييل. هناك تزوجت لفترة قصيرة من عالم الآشوريات جاكوب فينكلشتاين، وانتقلت بعده إلى بيركلي في كاليفورنيا، ولكن سرعان ما انفصلا، وعادت إلى جامعة ييل حيث قامت بالتدريس حتى وفاتها.

## النشاط السياسي والاجتماعي
في أواخر ثلاثينيات القرن العشرين، وقبل إنشاء دولة إسرائيل، عمل ميتليتزكي على تعزيز الحركة الصهيونية، وقامت بزيارة بلدان مختلفة وتحدثت أمام النساء الصهيونيات.
خلال فترة تولي جولدا مائير منصب رئيسة وزراء إسرائيل، عملت ميتليتزكي في الحكومة هناك كمسؤولة صحفية في وزارة الخارجية وسكرتيرة لشؤون المرأة العربية في اتحاد العمل الإسرائيلي. وباستخدام معرفتها باللغة والثقافة العربية، عملَت على استقطاب المرأة العربية، لتأييد إسرائيل.

## قراءة إضافية
- بول كراوس (المستعرب) زوج ميتليتزكي الأول
- أطروحتها للماجستير في لندن 1938[وصلة مكسورة] دراسة التأثيرات العربية على الأدب والفكر في العصور الوسطى الإنجليزية.
- مسألة العرب في إنجلترا في العصور الوسطى، أهم كتاب لميتليتزكي، دار نشر ييل، ((ردمك 9780300114102) ) أعيد طبعه في يوليو 2005
- تحية لدوروثي ميتليتزكي
- مقطع من صحيفة Canadian Jewish Review حيث تمت دعوة ديفورا ميتليتزكي، رئيسة قسم المرأة العربية في الهستدروت، كمتحدثة ضيفة في مأدبة صهيونية.
- أوريندا ميلفيل[وصلة مكسورة]  كتاب من تأليف دوروثي ميتليتسكي فينكلشتاين ((ردمك 0300116462) )، كتب ييل، 1961
- نعي جامعة بيركلي
- إدوارد سعيد عن ميتليتزكي[وصلة مكسورة]  (بالعبرية) في مقدمته للطبعة العبرية من كتابه.